# Попова, Лариса Михайловна
Лариса Михайловна Попова (Александрова) (9 апреля 1957, Тирасполь Молдавская ССР, СССР) — советская спортсменка (академическая гребля), олимпийская чемпионка (1980), 3-кратная чемпионка мира, заслуженный мастер спорта СССР (1980).
Тренер — Юрий Александрович Вилков.

## Спортивная карьера
- Олимпийская чемпионка 1980 в гребле на двойке парной (с Еленой Хлопцевой).
- Серебряный призёр олимпийских игр 1976 в гребле на четверке парной
- 3-кратная чемпионка мира: 1981—1983 на четверке парной
- 8-кратная чемпионка СССР: 1976 на одиночке, 1980 на одиночке и двойке парной, 1981 в четвёрке парной, 1982 в двойке и четвёрке парной, 1983, 1984 в четвёрке парной.

## Награды
- Орден Республики (4 марта 2020, Молдавия) — за долголетний плодотворный труд, высокую гражданскую активность и вклад в продвижение общечеловеческих ценностей[3]
- Орден Почёта (16 декабря 2011, Молдавия) — за заслуги в развитии олимпийского движения, вклад в подготовку спортсменов высокого класса и особые достижения на международных соревнованиях[4]
- Почётная грамота Президента Российской Федерации (30 июля 2010) — за большой вклад в развитие сотрудничества с Российской Федерацией в области спорта[5]
- Национальная премия Республики Молдова в области спорта за 2017 год (23 августа 2017) — за спортивную деятельность и вклад в продвижение олимпийского движения[6]